# 西李财神阁
西李财神阁，是一座清代楼阁，位于中华人民共和国山西省临汾市襄汾县西贾乡西李村村东，襄汾县不可移动文物。
西李财神阁建于清代，高三层，刻有“财神阁”、“藏福”、“德禄”等字样，上有八边形围廊，楹联为“风阜天成山鸣泉涌，水生地溢川纳藏兴”。